# 天津地下鉄DKZ9型電車

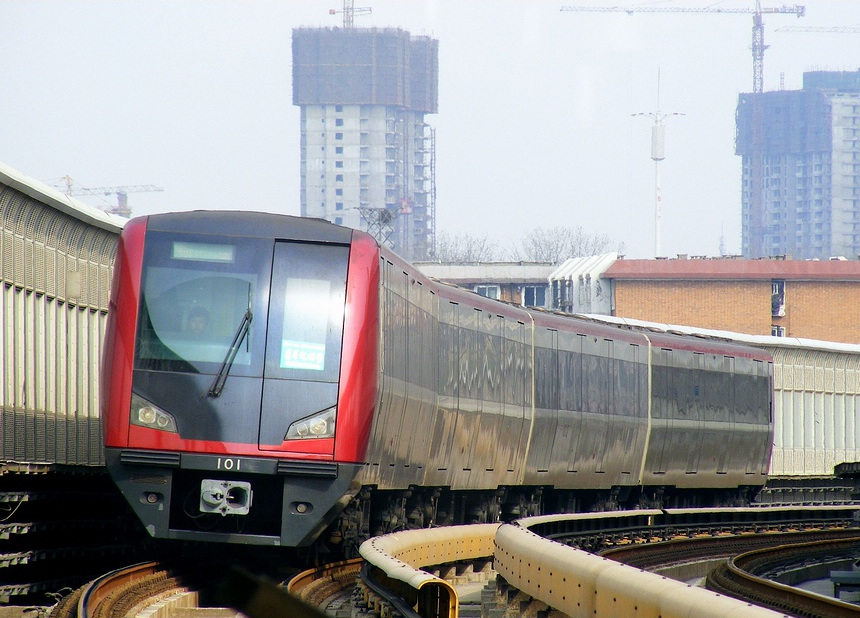
DKZ9型(4両編成)

DKZ9型電車（DKZ9がたでんしゃ）は、天津地下鉄が保有する通勤形電車である。この車両は1号線で運転されている。

## 概要
天津地下鉄1号線でのリニューアル工事が終了し、2006年の再開業した時に運転開始した車両。すべての車両が長春軌道客車製である。現在は6両編成である。

## 外観
ドアは4ドアでプラグドア。地下鉄仕様のため、前面に非常口が設置されてある。

## 車内
座席はドア間は6人掛け、車端部は2人掛けになっている。各扉の上にはマップ式案内表示機が設置され、両車端部貫通路の上にLED式案内表示機が設置されてある。

## 編成
Tc - M - T - M - M - Tc の6両編成である。車番はM車がDK56、T車がDK57である。6連化に際しては3M3Tとする予定である。